# It's Only Love
Pistes de Help!
Act Naturally You Like Me Too Much
It's Only Love est une chanson des Beatles composée par John Lennon, bien que créditée Lennon/McCartney comme toutes les compositions de l'un ou de l'autre à cette époque. Lennon s'est par la suite montré particulièrement déçu par cette chanson dont il trouvait les paroles ridicules.
Ce morceau est enregistré en juin 1965 en ayant recours à plusieurs techniques de retouches telles qu'une pédale d'effet et le doublement de voix. Elle est ensuite publiée sur l'album Help! en août 1965 au Royaume-Uni, et sur Rubber Soul en décembre 1965 aux États-Unis. Elle n'a par la suite été l'objet que de peu de reprises.

## Genèse
It's Only Love est une composition de John Lennon seul. Celui-ci voulait composer une chanson d'amour optimiste ayant pour base les clichés classique de ce genre musical, pour contraster avec les chansons souvent pessimistes qu'il écrit d'habitude telles que I'm a Loser ou No Reply.

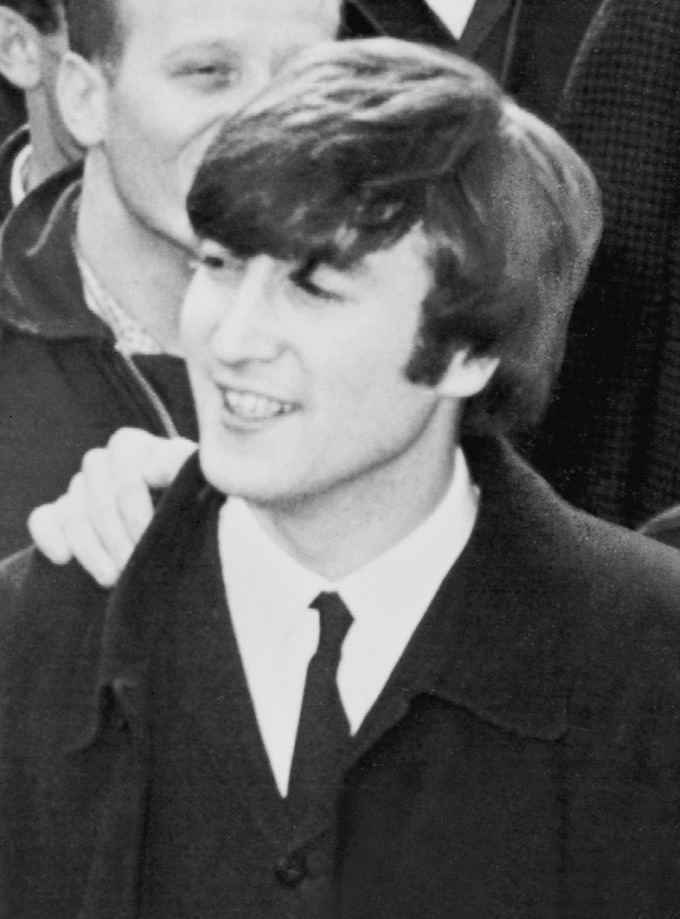
John Lennon est l'auteur de cette chanson, et s'est par la suite montré très négatif à son égard.

Comme souvent en ce qui concerne son travail, Lennon s'est montré a posteriori très déçu de cette chanson. Comme il l'explique en interview en 1972 : « C'est la chanson que je déteste vraiment parmi les miennes. Des paroles pitoyables. » Il va plus loin en 1980 lors de son interview au magazine Playboy en détaillant : « It's Only Love est de moi. J'ai toujours pensé que c'était une chanson infecte. Les paroles touchent le fond. J'ai toujours détesté cette chanson. » Comme souvent lorsqu'il déteste une de ses chansons, Lennon la critique en effet à cause de ses paroles plus que de la mélodie.
Paul McCartney, quant à lui, tente de justifier cette faiblesse du texte lors d'une rencontre avec l'auteur Barry Miles dans les années 1990 : « Parfois, on ne se prenait pas la tête quand les paroles étaient plutôt fades pour quelques-unes de ces chansons de remplissage comme It's Only Love. Si les paroles étaient vraiment mauvaises, on les reprenait. Mais on ne s'attachait pas trop à ça parce que c'est juste une chanson rock'n'roll. Je veux dire, c'est pas de la littérature. »

## Enregistrement
It's Only Love fait l'objet d'une session particulière dans les studios EMI le 15 juin 1965 dans l'après-midi. Six prises sont réalisées en tout ; la troisième n'étant qu'un faux départ, et la cinquième étant interrompue — fait inhabituel selon Mark Lewisohn qui a étudié en détail les sessions du groupe — par une erreur de batterie de Ringo Starr.
Plusieurs techniques particulières sont employées pour cet enregistrement. George Harrison utilise une pédale d'effet pour sa guitare, ce qu'il avait déjà expérimenté quelques mois auparavant sur Yes It Is, tandis que Lennon joue de la sienne dans une position spéciale, en la tenant très près de son cou. Lennon chante seul cette chanson, cependant, sa voix est doublée lors du refrain. Il était en effet particulièrement friand de cette technique qu'il utilisait tant pour les voix que pour les instruments depuis qu'il l'avait découverte lors de l'enregistrement de l'album With the Beatles en 1963.
Les mixages mono et stéréo sont réalisés le 17 juin par George Martin, Norman Smith et Phil MacDonald.

## Interprètes
- John Lennon : chant, guitare acoustique
- Paul McCartney : guitare basse
- George Harrison: : guitare solo
- Ringo Starr : batterie, tambourin

## Parution et reprises
La chanson paraît pour la première fois sur l'album Help! qui sort au Royaume-Uni le 6 août 1965. De l'autre côté de l'Atlantique, l'album du même nom ne comporte que les chansons issues du film du même nom, et It's Only Love en est donc absente. Les États-Unis doivent donc attendre la sortie de la version américaine de l'album Rubber Soul, le 6 décembre suivant, pour l'entendre. La deuxième prise réalisée en studio est pour sa part publiée sur l'album Anthology 2 en 1995.
Assez peu de reprises de cette chanson ont été enregistrées, la plus notable étant celle de Bryan Ferry en 1976. Une version orchestrale a été réalisée par le producteur des Beatles, George Martin, en 1965, sous le titre That's a Nice Hat, qui était le titre original donné par Lennon.

### Publication en France
La chanson arrive en France en octobre 1965 sur la face A d'un 45 tours EP (« super 45 tours ») ; elle est accompagnée  de Tell Me What You See. Sur la face B figurent Act Naturally et I've Just Seen a Face. La pochette est illustrée d'une photo prise lors d'une séance au studio Farringdon à Londres par les photographes britanniques Bill Francis et Robert Whitaker (en). Celle-ci est l'œuvre de ce dernier . Des clichés pris lors de cette journée ont servi aux pochettes des albums américains Beatles '65 et Beatles VI.
Elle est publiée à nouveau en février 1966 sur la face B d'un 45 tours EP ; elle est accompagnée  de Act Naturally. Sur la face A figurent Yesterday  et The Night Before. La photo a été prise dans la plaine  Salisbury lors tournage du film Help! pour la scène où le groupe, protégé par l'armée, mime la chanson I Need You.